# 伊藤寿男
伊藤 寿男（いとう としお、1934年 - ）は日本の企業経営者、編集者。元『週刊現代』編集長。元『フライデー』創刊編集長。月刊テーミス編集主幹。

## 来歴
1934年（昭和9年）、静岡県榛原郡相良町（現・牧之原市）に誕生し、1958年（昭和33年）、早稲田大学卒業後、講談社に入社する。『月刊現代』編集長、『週刊現代』編集長を経て学芸図書第二出版部長、再び『週刊現代』編集長を務めた後、取締役第一編集局長に就任し、1984年に『フライデー』創刊編集長を兼務する。また、この間には日本雑誌協会の編集委員会副委員長はじめ、取材委員長、雑誌記者会幹事長を歴任する。
1988年（昭和63年）に同社を退社し、株式会社テーミスを創業、代表取締役社長兼編集主幹となる。
株式会社宣伝会議編集・ライター養成講座の主要な講師の1人でもある。

## 著書
- 『編集者ほど面白い仕事はない―体験47年出版の全内幕を明かす』（テーミス、2004年）ISBN 4901331094
- 『マスコミとつき合う法―新聞・テレビ・週刊誌の報道攻勢に負けないために』（テーミス、1997年）ISBN 4795256322
- 『新マスコミとつき合う法―新聞・テレビ・週刊誌の報道攻勢に負けないために』（テーミス、2009年）ISBN 4901331183